# 世榮
世榮（1860年—1929年），字仁甫，號耀東，出生於遼寧省撫順縣會元鄉金花樓，蒙古鑲白旗，姓土默特氏，漢姓劉，清朝政治人物，進士出身。
光緒二十一年（1895年），登進士，同年五月，改翰林院庶吉士。光緒二十四年四月，散館，授翰林院編修。光緒二十七年，任詹事府右中允、后改國子監司業、翰林院侍讀。著有《静观斋诗稿》。
- 民國十一年，奉天公立文學專門學校詞章學教員[4]。